# حركة تأميم صناعة النفط في إيران 1951

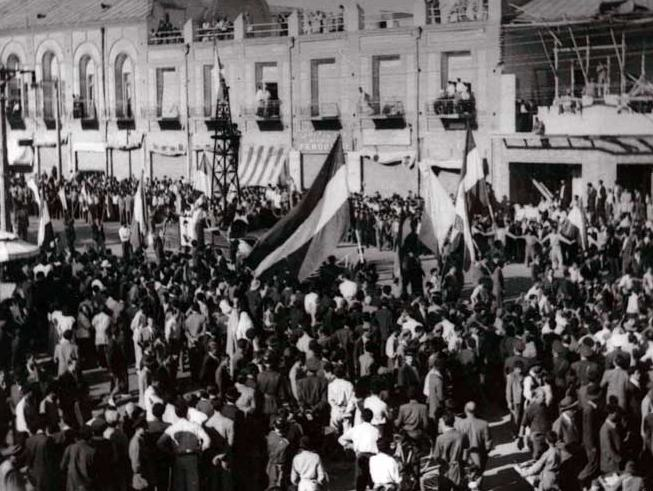
تجمع احتجاجي لمجموعة من الايرانيين لدعم تأميم صناعة النفط عام 1951.

حركة تأميم صناعة النفط الإيرانية هي حركة تزعمها الدكتور محمد مصدق بهدف تأميم الصناعة النفطية التي كان يسيطر عليها آنذاك البريطانيون منذ عام 1913 من خلال شركة النفط الأنجلو-إيرانية.
وفي 15 مارس 1951، صوت مجلس النواب الإيراني على تأميم الصناعة النفطية إلا إن رئيس الوزراء رزم آرا رفض العمل بالقرار. فتم تنحيته وتعويضه بمصدق. وبثت سياسة مصدق المعادية للرأسمالية الذعر في عموم المعسكر الغربي فنظمت وكالة الاستخبارات الأمريكية انقلابا ضده وإعادة الشاه إلى الحكم.

## الخلفية التاريخية
منذ اكتشاف النفط في مسجد سليمان في إيران لأول مرة عام 1908 تأسست شركة النفط البريطانية تحت اسم شركة النفط الأنجلو-فارسية، وبدأت بنهب نفط إيران بكميات كبيرة. وبعد فترة زمنية قليلة سيطر الاحتكار النفطي علی نفط إيران سيطرة مطلقة نتيجه عقود الامتيازات الممنوحة من قبل شاه إيران. فتأميم صناعة النفط كان في الحقيقة تحرير نفط إيران والغاء نظام الامتيازات الاجنبية وعلى وجه الخصوص الامتيازات التالية:
1. امتياز رويتر
2. امتياز دارسي
3. اتفاقية 1933
4. ملحق اتفاقية 1933 (غس-غولشائيان)

خلال الحرب العالمية الثانية تسابقت الدول الكبرى وعلى رأسها، المملكة المتحدة والولايات المتحدة والاتحاد السوفيتي للحصول على مزيد من الامتيازات النفطية والسيطرة علی حقول النفط في إيران. إلا أن الحكومة الإيرانية أعلنت رفضها لجميع العروض التي تقدمت بها هذه الدول، وطالبت من الشركة البريطانية بإجراء تعديلات على الاتفاقية المبرمة بين البلدين. تقدمت الشركة البريطانية باتفاقية إضافية أو مكملة تضمن بنودًا لصالح إيران ولكن البرلمان الإيراني رفضها.
وكان رحيميان، أحد أعضاء المجلس الرابع عشر وهو من مدينة قوتشان، أول من اقترح تأميم صناعة النفط في البرلمان الإيراني. ولكن لم يٌناقش اقتراحه في تلك الفترة. إلی أن في يوم 23 أكتوبر 1949، تأسست الجبهة الوطنية في منزل محمد مصدق وبحضور اثني عشر عضواً آخر من مختلف التيارات السياسية. وكانت تهدف هذه الجبهة حماية حقوق صناعة النفط الإيرانية.

## زعيم الحركة

محمد مصدق زعيم حركة تأميم صناعة النفط.

محمد مصدق (16 يونيو 1882 - 5 مارس 1967) كان برلماني إيراني بارز وزعيم حركة تأميم صناعة النفط الإيراني. تلقی تعليمه في أروبا وبعد أن حصل على درجة الدكتوراه في القانون من جامعة لوسان في سويسرا، عاد إلى إيران.
بدأت حياته السياسية مع الثورة الدستورية سنة 1905-1907. شغل مصدق عدة مناصب، ففي عام 1906 انتخب نائباً عن أصفهان في البرلمان وشغل خلال تلك الفترة منصب نائب المرشد العام للجمعية الإنسانية بإدارة مستوفی‌ الممالك. ثم استلم دعوة من رئيس وزراء إيران الجديد، مشير الدولة، كي يصبح وزيرا للعدل. ثم تولی منصب وزير المالية ووزير الخارجية ورئيس الوزراء.
كما انتخب عضوا بمجلس النواب الرابع عشر سنة 1943 م عن دائرة طهران. وفي هذه الفترة استلم قيادة الجبهة الوطنية. لعب محمد مصدق دورا مهماً في مشروع خطوط السكك الحديدية في إيران وإعادة تنظيم المحاكم ووزارة العدل وتأميم صناعة النفط الإيراني.

## قانون تأميم صناعة النفط
في يوم الحادي عشر من كانون الثاني 1951 اقترحت الاقلية في البرلمان برئاسة محمد مصدق تأميم صناعة النفط وقام علماء الدين بقيادة آية الله أبوالقاسم الكاشاني بتأييد التأميم وطالبوا الشعب بتاييد هذه الخطوة. فتعززت خطوات أعضاء البرلمان من اجل تأميم النفط إلا إن رئيس الوزراء رزم آرا رفض العمل بالقرار. فقامت جماعة فدائيو الإسلام بقيادة نواب صفوي بالتخطيط لاغتيال رئيس الوزراء بسبب معارضته لتأميم صناعة النفط ودفاعه عن المصالح النفطية البريطانية في إيران. فقد أطلق خليل طهماسبي عضو الجماعة يوم 7 مارس 1951 النار على رئيس الوزراء رزم آرا وارداه قتيلا، وبذلك حال دون قيام الحكومة بمنع تأميم النفط الإيراني.
فاغتيال رزم آرا شدد من عزيمة الشعب واصراره على تاميم النفط، وقد صادق البرلمان الإيراني يوم 15 مارس 1951 على تأميم صناعة النفط وبذلك تمكن الشعب الإيراني من السيطرة على صناعة النفط.

## الموقف البريطاني
لم تقبل بريطانيا بقرار البرلمان الإيراني بتأميم صناعة النفط، فقامت بتشديد اجرائاتها المضادة لحكومة محمد مصدق واتخذت عدة اجراءات منها فرض مقاطعة اقتصادية علی إيران. قامت شركة النفط البريطانية بتأمين تأييد شقيقاتها الشركات النفطية الاخری بعدم قبول شراء النفط من إيران ولذلك انخفض معدل إنتاج النفط نتيجة لعدم إمكانية تصريفه وتصديره إلى الخارج. وقد تم إغلاق مصفاة عبادان، التي كانت تعدّ من أكبر مصافي النفط في العالم.
و استمرت الحكومة البريطانية في تضييق الحصار علی النفط الإيراني وساعدتها علی ذلك سيطرة الشركة البريطانية في العراق والكويت والسعودية وبذلك استطاعت الشركة البريطانية بازدياد إنتاجها في العراق والسعودية والكويت بما عوضها عن النفط الإيراني المؤمم.زاد إنتاج النفط في الشرق الأوسط بنحو 10٪ سنويا خلال سنوات 1951 و 1952 و1953. وهذا ما تسبب في إضعاف الاقتصاد الإيراني. حيث هبط إنتاج النفط الإيراني من 242 مليون برميل عام 1950 إلی 10.6 مليون برميل عام 1952.
وفي أغسطس 1953، قامت وكالة المخابرات المركزية التابعة للولايات المتحدة وجهاز الاستخبارات البريطاني بتدبير انقلابا يطيح بحكومة محمد مصدق. فأسقطت الحكومة وسجن مصدق ثلاث سنوات ثم أطلق سراحه، إلا أنه أستمر رهن الإقامة الجبرية حتى وفاته سنة 1967 في قرية أحمد آباد.
بعد الانقلاب انتهت أزمة النفط الإيرانية وأنشئت الشركة الوطنية الإيرانية للنفط كائتلاف دولي وأصبحت اللجنة عضوا في المنظمة. ولكن مع هذا استمر التدخل السياسي البريطاني والأمريكي لسنوات بعد الانقلاب.